# Agrilus pilosovittatus
Agrilus pilosovittatus é uma espécie de escaravelho perfurador de madeira metálico da família Buprestidae. É conhecida a sua existência na América do Norte e Sul da Ásia.